# ロックマン財団
ロックマン財団(ろっくまんざいだん)は1942年にF・デューニー・ロックマン(1898年-1974年)と妻のミナ・ロックマンによって始められた。
それは翻訳と出版と新アメリカ標準訳聖書と詳訳聖書と他の聖書文献の配布のための、非営利の超教派のキリスト教宣教団体である。
1942年に財団は、ラハブラのシトラス畑の重要な部分のロックマンによる寄贈と共に設立された。
1961年3月に新アメリカ標準訳聖書の翻訳作業中に、代表者より、日本のいのちのことば社代表のK・マクビティに併行する日本語訳聖書の刊行の打診をした。それを、受けてマクビティと松尾武、舟喜順一、羽鳥明ら6人により新改訳聖書刊行会が設立された。1962年8月に新改訳聖書の翻訳作業を開始して、1969年10月に新改訳聖書が完成した。
デューニー・ロックマンの死去に従って、バイオラ大学の名誉教授のサミュエル・H・サザーランド博士(1900-)がロックマン財団の総裁になった。財団は外国語の翻訳における事業を継続した。逐語訳の同じ原則に基づいて、事業は韓国語標準訳聖書、新中国語聖書、新ヒンディー語訳聖書、スペイン語聖書において始まった。
いくつかの計画を導いた後に、サザーランド博士は1979年の春に引退して、ロバート・G・ランベスが現職の終身総裁になった。1990年に財団は新アメリカ標準訳聖書最新版とスペイン語訳聖書、La Nueva Biblia de los Hispanos(新スペイン語訳聖書)を製作した。